# Insulele Egee

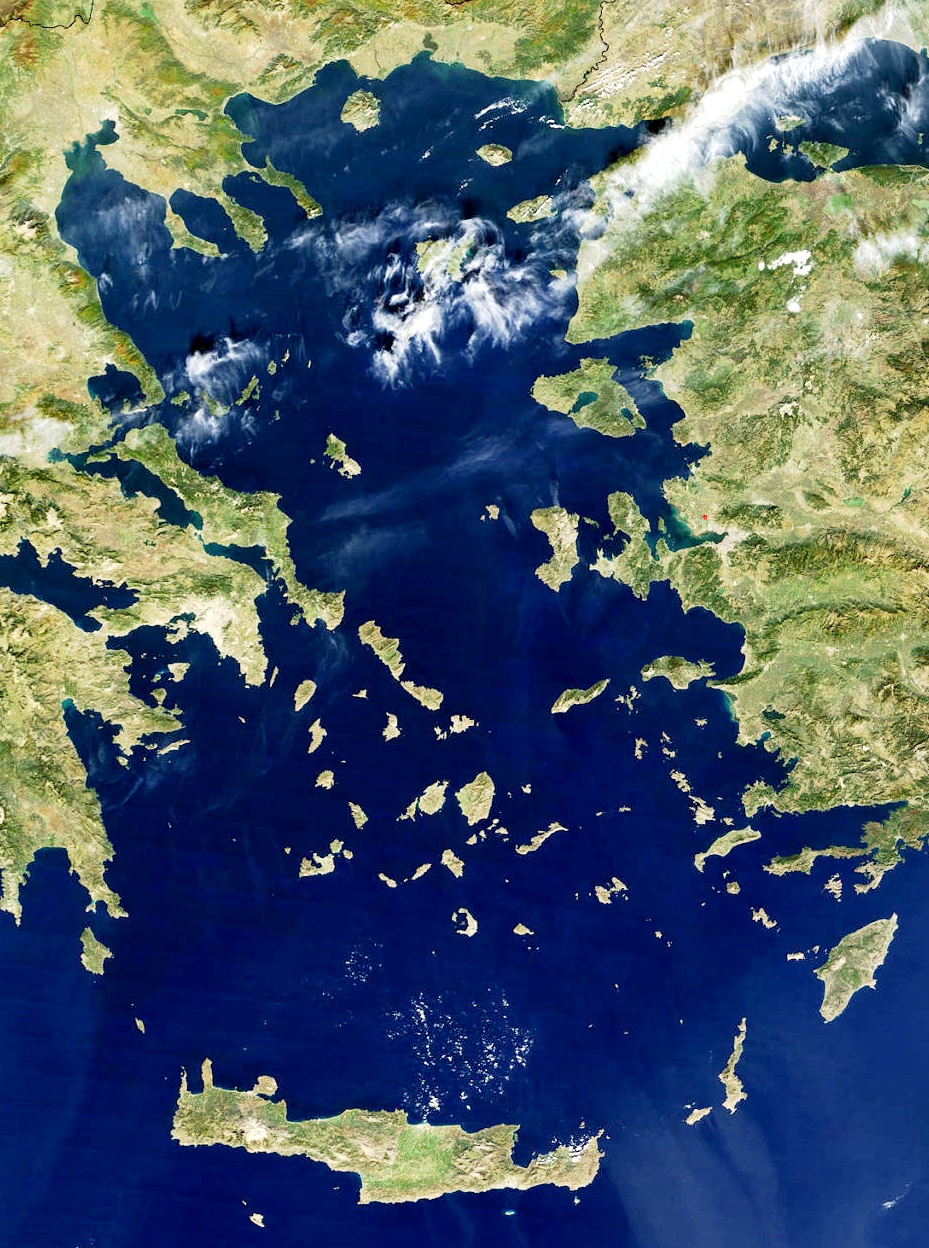
Vedere din satelit a Mării Egee și a insulelor

Insulele Egee (în greacă Νησιά Αιγαίου, transliterat: Nisia Aigaiou; în turcă Ege Adaları) sunt grupul de insule din Marea Egee, la est și sud de Grecia continentală și la vest de Turcia; insula Creta delimitează marea la sud, iar insulele Rhodos, Karpathos și Kasos la sud-est. Numele grecesc antic al Mării Egee, Arhipelagul (ἀρχιπέλαγος, ἀrchipelagos), a fost aplicat ulterior insulelor de aici și în timp s-a generalizat, și a devenit un substantiv comun care denumește orice grup de insule.
Marea majoritate a insulelor din Marea Egee aparțin Greciei, fiind împărțite în nouă regiuni administrative⁠(d). Singurele posesiuni importante ale Turciei în Marea Egee sunt Imbros (Gökçeada) și Tenedos⁠(d) (Bozcaada), aflate în partea de nord-est a mării. Diferite insulițe mai mici aflate de-a lungul coastei de vest a Turciei se află și ele sub suveranitate turcă.
Insulele au veri fierbinți și ierni blânde, o climă mediteraneană cu veri calde (Csa în clasificarea climatică Köppen).

## Grupuri de insule
Insulele Egee sunt în mod tradițional împărțite în șapte grupuri, de la nord la sud:
- Insulele Egee de Nord⁠(d)
- Evia
- Sporadele (Sporadele de Nord)
- Cicladele
- Insulele Saronice⁠(d)
- Dodecanezele (Sporadele de Sud⁠(d))
- Creta

Termenul de Insulele Italiene din Egee⁠(d) (în italiană Isole Italiane dell’Egeo) se folosește uneori pentru a se denumi insulele din Marea Egee cucerite de Italia în timpul Războiului Italo-Turc din 1912 și anexate (prin tratatul de la Lausanne) din 1923 până în 1947: Dodecanezul, inclusiv Rodos și Kastellorizo⁠(d). Prin tratatul de pace din 1947, aceste insule controlate de italieni au fost cedate Greciei.

## Scaunele episcopale
Scaunele episcopale antice ale provinciei romane Insulae (Insulele Egee) enumerate în Annuario Pontificio⁠(d) ca scaune titulare⁠(d):
- Astypalaea⁠(d)
- Carpathus
- Cos
- Ios
- Lemnus
- Lerus⁠(d)
- Nisyrus⁠(d)
- Parus
- Samos
- Scyrus

Scaunele episcopale antice ale provinciei romane Lesbos (Insulele Egee) enumerate în Annuario Pontificio⁠(d) ca scaune titulare⁠(d):
- Eressus⁠(d)
- Methymna⁠(d)
- Mitylene
- Strongyle
- Tenedus⁠(d)